# Taiwan ai Giochi della XIX Olimpiade
Taiwan partecipò ai Giochi della XIX Olimpiade che si sono svolti a Città del Messico dal 12 al 27 ottobre 1968, sotto la denominazione di Repubblica di Cina. La delegazione era composta di 43 atleti impegnati in otto discipline, per un totale di 57 competizioni. La squadra taiwanese conquistò una medaglia di bronzo grazie all'ostacolista Chi Cheng: fu la seconda medaglia olimpica nella storia del paese e la prima ottenuta da una donna.

## Medaglie
| Medaglia | Atleta    | Sport            | Evento            |
| -------- | --------- | ---------------- | ----------------- |
| Bronzo   | Chi Cheng | Atletica leggera | 80 metri ostacoli |